# Légende de l'origine troyenne des Francs

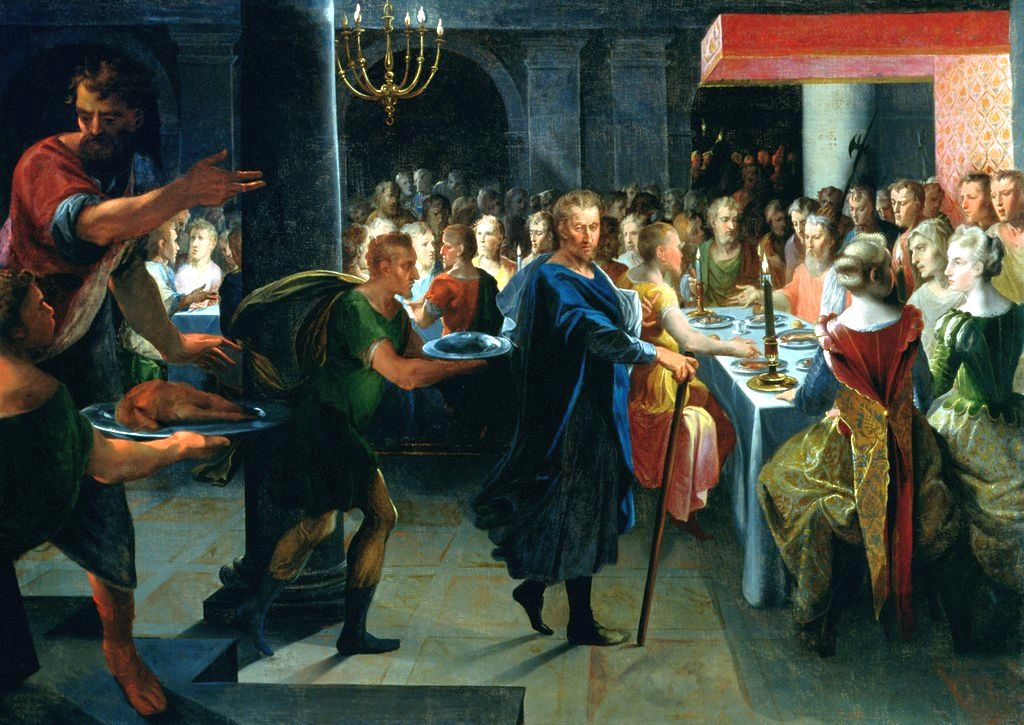
Dicé offrant un banquet à Francus, en présence de Hyante et de Climène, œuvre de Toussaint Dubreuil exposée au musée du Louvre.

La légende des origines troyennes des Francs est un mythe de fondation apparu au VIIe siècle et couramment utilisé jusqu'à la seconde moitié du XVIe siècle. Il fut popularisé par les écrivains et les chroniqueurs de Frédégaire à Ronsard. Il évolua progressivement et intégra celui de l'origine troyenne des Gaulois. Dans le cadre de l'étude du mythe des origines troyennes des peuples européens, des historiens comme Colette Beaune ou Jacques Poucet ont cité et analysé cette légende dans une optique comparative.

## Sources de la légende
Créée sur le modèle de la légende antique de la fondation de Rome par les exilés troyens d'Énée, la légende franque est issue de deux textes datant de l'époque mérovingienne.
- Autour de 660, l'Historia Francorum de Frédégaire introduit Francion, fils de Friga, frère d'Énée, qui fonde avec ses compagnons un puissant royaume entre le Rhin et le Danube. Il bat les Alains et obtient le nom de Franc ou féroce.
- En 727, pour le Liber Historiae Francorum ou Gesta Regnum Francorum, la migration s'effectue autour d'Anténor et du jeune Priam. Ces derniers fondent la ville de Sycambria[Note 1] sur le Danube en Pannonie et battent les Alains, obtenant ainsi une exemption de tribut pour dix ans de l'empereur romain Valentinien.

## L'évolution de la légende
La plupart des textes de l'époque des Carolingiens puis des Capétiens n'apportent pas de nouveautés par rapport à ces deux versions. Parfois ces deux versions originelles sont regroupées en une seule.
Le prince troyen Francion et ses compagnons quittent Troie en flammes et fondent la ville de Sicambrie. Leurs descendants y demeurent pendant des siècles et à la demande de l'empereur Valentinien, qui les exempte de tribut pour dix ans, ils exterminent les Alains réfugiés dans le Palus Méotide. Dix ans plus tard, refusant de reprendre les paiements, ils se retirent en Germanie. Établis sur le Rhin, ils pénètrent en Gaule avec le chef franc Marcomir au IVe siècle. La plupart des textes médiévaux font du fils de Marcomir, Pharamond, le premier roi des Francs de l'histoire.

### Le nom du fondateur de Sicambrie
De même, le nom du fondateur de Sicambrie en Pannonie change selon les auteurs. Il s'agit soit de Francion, soit d'Anténor.
L'origine de Francion a ainsi évolué. Pour Guillaume Le Breton et pour Rigord, Francion serait directement d'ascendance royale comme fils d'Hector et petit-fils de Priam. Au Moyen Âge, Hector est considéré comme un des Neuf Preux. Cette nouvelle ascendance confère un surcroît de prestige à Francion et à ses descendants francs et français. Cette ascendance a néanmoins un inconvénient : les textes antiques ne mentionnent comme fils d'Hector qu'Astyanax que la plupart disent mort lors de la prise de Troie. Des auteurs médiévaux imaginent qu'Astyanax a finalement attendri les Grecs par sa beauté et aurait été surnommé par eux Francion à cause de sa hardiesse.
Anténor, l'autre fondateur possible du royaume troyen sur le Danube, est mieux attesté dans les textes antiques. Virgile évoque son sort heureux dans l'Énéide. Il fonde Padoue et Venise. Mais on lui attribue un rôle négatif : il fut accusé d'avoir trahi sa patrie, non seulement parce qu'il reçut chez lui les ambassadeurs venus pour redemander Hélène, mais aussi parce que, ayant reconnu dans Troie le roi Ulysse déguisé, il n'alerta pas les Troyens.

### La mise en avant des origines troyennes des Gaulois
L'un des phénomènes remarquables de l'histoire de la légende des origines troyennes des Français est la montée en puissance de la référence à la Gaule et aux Gaulois.
Rigord modifie le premier la présentation de l'arrivée des descendants des Troyens en Gaule en introduisant l'idée d'une arrivée de ces derniers en deux phases correspondant respectivement à l'installation des Gaulois puis des Francs, peuples partageant la même origine troyenne.
Ainsi, une partie des Troyens quittent Sicambrie bien avant l'épisode des Alains sous la conduite du duc Ybor. Ces derniers s'installent en Gaule et fondent Lutèce et les grandes villes gauloises dès le IXe siècle av. J.-C.
L'adjonction de cet épisode a pour intérêt de donner aux Gaulois comme aux Francs les mêmes ancêtres troyens. Les Français du Moyen Âge sont donc issus d'un seul et même peuple et non d'un mélange car Francs et Gaulois sont du même sang. Ce thème passe dans le texte des Grandes Chroniques de France, où il est dit que lorsque Marcomir, fils de Priam d'Autriche de la lignée de Priam de Troie, arriva en Gaule avec ses compagnons, c'est-à-dire les Francs, ils firent un seul peuple avec les descendants d'Ybor et de ses hommes, c'est-à-dire les Gaulois. L'arrivée des Francs n'est pas une conquête mais correspond aux retrouvailles de différentes branches du même peuple troyen séparées par l'histoire.
En plus des Grandes Chroniques de France, l'idée d'une installation en deux vagues est reprise dans de nombreux textes, ainsi par Jean de Paris, par Honoré Bonet, par Guillaume Cousinot et de nombreux autres auteurs.
Guillaume le Breton insiste sur le bon accueil réservé par les Gaulois aux Francs et l'union entre ces deux branches issues d'une souche commune troyenne,.
Dès Rigord, les Gaulois se voient attribuer leurs caractéristiques historiques propres. Ainsi, Jean de Paris évoque Brennus et les nombreux chefs gaulois d'avant la conquête romaine. Raoul de Presles cite le gouvernement des druides.

### L'attribution d'une origine gauloise aux Troyens
Le renouvellement intervient avec la publication par Jean Lemaire de Belges vers 1500 des Illustrations de Gaule et Singularité de Troie qui opère une véritable reconstruction de la légende. La solution trouvée par Jean Lemaire de Belges réside dans la reconstruction du mythe et consiste à faire non des Troyens les ancêtres des Gaulois mais des Gaulois les ancêtres des Troyens. Selon ce schéma, lorsque les Francs, descendants des Troyens et donc des Gaulois s'installeront en Gaule, ils ne feront que retrouver leur patrie d'origine. Là encore, l'unité des Gaulois et des Francs est un thème primordial.
Jean Lemaire de Belges institue également un double rattachement à la tradition chrétienne : l'un au niveau des origines des Gaulois qui sont issus de Noé, l'autre au niveau des mœurs des Gaulois dont la religion pure et élevée préfigure le christianisme. Les Gaulois sont un peuple instruit, discipliné par les lois et remarquable par la religion.
Jean Lemaire de Belges décrit la guerre de Troie d'après Darès le Phrygien, Dictys de Crète et Homère et il enchaîne sur la fuite de Francion vers la Gaule où celui-ci s'établit. D'autres Troyens fondent un État autour de Sicambrie. Plusieurs siècles plus tard, les descendants des fondateurs de Sicambrie sont séduits par la bonté d'Octave et se soumettent à Rome. Ils émigrent alors vers la Germanie puis en Gaule où les attendent les descendants de Francion. Cette version est comparable aux précédentes.
Mais Jean Lemaire de Belges inclut ces événements dans une histoire générale des Gaulois qui passe au premier plan. La Gaule fut selon lui peuplée par Samothès, quatrième fils de Japhet. Ses successeurs règnent sur un peuple remarquable par sa religion, son instruction, ses lois. Les Gaulois bâtissent des cités et créent des universités. Le frère de l'un de leurs rois est proscrit par les siens : il s'enfuit en Asie et y fonde Troie, apportant au monde grec la culture gauloise. Comme les celtes de Galatie, Troie est donc d'origine gauloise. Ce remaniement est centré sur les Gaulois indigènes en Gaule depuis les temps bibliques. Il permet d'incorporer dans le mythe l'origine des Gaulois que le grand renouvellement des connaissances sur la Gaule au XVe siècle rendait prestigieux.
L'auteur de la Renaissance Louis Guichardin, qui sera repris par d'autres quand il raconte l'histoire de Tournai, reprenant des versions légendaires, probablement développées par les religieux de Tournai pour essayer d'obtenir leur indépendance, appelle le roi qui combattit César et qui finalement donna son nom à la cité, « Turnus », qui pourrait aussi évoquer l’Énéide.

## Le succès de la légende

### Une légende massivement diffusée par les historiens et les poètes
Au Moyen Âge, en particulier dans ses derniers siècles, les origines troyennes de la nation et de la dynastie française sont rappelées par les écrivains et les historiens. Les rois, les nobles et les grandes cités soucieuses de s'enraciner dans un passé prestigieux mettent en avant cette glorieuse ascendance. Toute histoire nationale commence par le récit des migrations des princes troyens,. Or, la matière de France est depuis le XIIe siècle la forme privilégiée de l'histoire, celle qui intéresse le plus large public.
Les Grandes Chroniques de France de plus en plus populaires au fur et à mesure que s'enracine le sentiment national français, consacrent à ces origines troyennes leur premier chapitre. Après 1080, les grandes familles princières ou comtales eurent des généalogies troyennes,. Gilles de Paris illustra la légende des origines troyennes par un croquis généalogique et les registres royaux en firent dans la liste des rois. Dans La Chronique de Nuremberg (1493), la légende de l'origine gauloise des troyens, ainsi que de Franco fils d'Hector et de Turcus fils de Troïlus, est reprise.
Le succès de ce mythe est frappant par sa durée de près de mille ans et par son retentissement politique et historique qui fut considérable. Le thème de l'origine troyenne des Francs a en effet connu un extraordinaire développement, aussi chez les historiens que chez les poètes. Une étude de Maria Klippel datant de 1936 rassemblait pour la seule France cinquante-cinq attestations du mythe, datant du Moyen Âge et de la Renaissance, depuis Frédégaire jusqu'à François Rabelais en passant par Sigebert de Gembloux, Benoît de Sainte-Maure, Pierre de Ronsard, Jean Lemaire de Belges et beaucoup d'autres.

### Les raisons du succès de la légende en France
Le plus grand avantage du mythe est probablement d'ancrer la solidarité nationale dans les liens du sang. Nobles ou non nobles, de la France du Nord ou de la France du Sud, tous ont le même sang pur et illustre. Le mythe de l'origine troyenne des Francs permet d'unifier le royaume, il suscite de l'adhésion à la royauté et renforce la cohésion des populations.
Ce mythe est en cela très différent du mythe apparu lors du dernier siècle de l'Ancien Régime qui fit des Francs les ancêtres des seuls nobles et qui fut un mythe de division finalement préjudiciable à la noblesse et à la monarchie qui ne l'encouragea d'ailleurs pas. Le mythe de l'origine troyenne des Français dura près de mille ans et suscita un grand succès alors que le mythe de l'origine franque des nobles dura à peine un siècle et fut immédiatement contesté.
Les grands remaniements, dus à la nécessité de tenir compte des acquis de l'histoire, visaient d'ailleurs à préserver l'unité et la continuité de la nation française : il s'agit d'insister sur l'origine troyenne commune des Francs et des Gaulois : ces deux peuples sont en fait un seul et même peuple issu des Troyens de Francion, fils d'Hector et petit-fils de Priam, qui s'installèrent dans la vallée du Danube et y fondèrent la ville de Sicambrie.
- Au bout de deux siècles, un groupe de ces Troyens quitte Sicambrie sous la conduite du duc Ibor pour s'établir en Gaule, où ils fondent Lutèce puis tombent sous la domination des Romains : ce sont les Gaulois.
- Au bout d'un millénaire et demi, les Troyens quittent Sicambrie puis se dirigent vers le Rhin et pénètrent en Gaule sous la conduite de Marcomir, descendant de Francion et ancêtre des Mérovingiens, où ils sont accueillis avec tous les honneurs par leur lointains parents les Gaulois[25] : ce sont les Francs.

Le renforcement du sentiment national dans les diverses couches de la population dans la foulée de la guerre de Cent Ans en explique logiquement le succès. Ainsi, les Grandes Chroniques de France furent un des ouvrages les plus répandus à la fin du Moyen Âge et le premier ouvrage imprimé en français. Mais dès avant la guerre de Cent Ans, on a des exemples de recours à la légende des origines troyennes : ainsi, à la veille de Bouvines, en 1214, Philippe II Auguste qualifia ses soldats de « magnanimes descendants des Troyens ».
La monarchie n'eut pas à intervenir pour imposer ce mythe car il correspondait aux aspirations profondes de la population du royaume, en tout cas de sa partie cultivée et consciente politiquement et historiquement. Le mythe troyen garantissait ainsi l'ancienneté et l'unité de la nation française. Il était également flatteur en ce qu'ils faisaient des Romains qui prétendaient également être d'origine troyenne des cousins des Français.
Le mythe ennoblissait l'ensemble des habitants du royaume et pas seulement la noblesse. Les habitants des grandes cités se voyaient rappeler l'origine troyenne de leur ville en de multiples occasions. En effet, de nombreuses villes françaises s'attribuèrent des fondateurs troyens : Toulouse eut Tolosanus, Troyes eut Troïlus, Reims eut Rémus, Tours eut Turnus.
Enfin, le mythe de l'origine troyenne du royaume de France pouvait servir ponctuellement à donner des justifications historiques à des entreprises politiques. Ainsi, il permit de justifier historiquement l'hostilité à l'empire byzantin, héritier des Grecs destructeurs de Troie. Lors des croisades, les croisés firent souvent allusion à Troie. La généalogie troyenne des comtes de Boulogne, rois de Jérusalem, fut continuée après leur accession au trône et les comtes de Flandres, futurs empereurs latins de Constantinople, eurent des ancêtres troyens depuis 1120. Ceci permettait de justifier l'indépendance des États croisés par rapport aux prétentions grecques et le retour des Francs dans l'Est de la Méditerranée. Robert de Clari explique ainsi que les Francs en s'emparant de Constantinople ne firent que reprendre leur bien.
L'une des devises préférées de Louis XII était « Ultus avos Trojae » c'est-à-dire « Il a vengé ses ancêtres troyens », ce qui montre que la légende de l'origine troyenne pouvait servir de justification à des entreprises politiques d'envergure internationale.

## La dimension géopolitique de la légende

### L'alliance avec les Celtes
Brutus, prince troyen, fut présenté au Moyen Âge comme l'ancêtre éponyme des Bretons insulaires et donc également des Bretons péninsulaires.
La chanson de Perceforest qui date du début du XIVe siècle évoque cette origine mais son prologue constitue un discours anti-anglais. Certes, selon l'auteur de ce texte, Brutus est de sang troyen et est l'ancêtre des Bretons, qui constituent la première strate de peuplement de la Grande-Bretagne. Mais, ces Troyens bretons ne dominent plus en Angleterre, car les Anglais descendent des Angles et des Saxons qui ont envahi l'île en exterminant les Bretons. Les Anglais ne doivent donc pas se donner des origines troyennes et, de même, ils ne doivent pas se réclamer d'Arthur, breton et non anglais. Quant à la dynastie royale et aux nobles d'Angleterre, ils sont d'origine normande et scandinave et leur prétention à une origine troyenne est vigoureusement contestée en France.
Cette argumentation avait aussi l'avantage de démontrer que le duché de Bretagne, du fait de son origine troyenne commune à celle des autres habitants des Gaules, était bien du royaume. De même, l'origine troyenne des autres Celtes des Îles britanniques était bien acceptée en France car elle justifiait la politique d'alliance avec l'Écosse, le Pays de Galles, l'Irlande. Ce thème est repris dans la Chanson de Cyperis de Vignevaux dès le XIVe siècle. Ce prince troyen, le Mérovingien Childéric III, marie ses fils aux reines de Galles, d'Irlande et d'Écosse. Ce thème apparaît également dans le discours d'Alain Chartier au roi d'Écosse : le sang des peuples écossais et français procède de la même origine et charrie les mêmes qualités de bravoure et de loyauté.

### La rivalité avec les Grecs
Les Français du Moyen Âge se percevaient comme les héritiers des Troyens comme des Gaulois et des Francs et à ce titre ils ne pouvaient avoir de sympathie pour les Grecs héritiers des destructeurs de Troie. Lors des Croisades, les croisés français furent souvent en conflit avec les Grecs et la légende de l'origine troyenne fut utilisée pour justifier les rivalités entre les deux peuples. Ainsi, Liquainus de Tours présente la chute de Constantinople en 1204 comme la vengeance de la prise de Troie par les Grecs,. Cet événement permit à certains auteurs comme Robert de Clari de justifier le détournement de la quatrième croisade, présentée comme une guerre juste de récupération : les Francs-Troyens reprennent les territoires de leurs ancêtres,.

### La proximité avec les Turcs
Dès 660 dans son écriture de l'Historia Francorum, Frédégaire introduit également une parenté entre le peuple turc et le peuple franc et invente donc une origine troyenne aux Turcs et un cousinage avec les Francs.
Dans son récit en effet, le groupe de fuyard entrainé par Francion, petit-fils de Priam après la chute de Troie, va se diviser en deux en arrivant au Danube. Les Francs avec Francion se dirigent vers le Rhin, alors que les autres se choisirent un roi du nom de Torcoth ; c'est de lui qu'ils tirent le nom de Turcs. Cinq siècles plus tard, Vincent de Beauvais raconte dans son Speculum historiale qu'« après la destruction de Troie, les nombreux fuyards se divisèrent en deux groupes. L'un suivit Francion, petit-fils du roi de Troie Priam, fils d'Hector; l'autre suivit Turcus, fils de Troïlus, lui aussi fils de Priam. Ce qui explique évidemment, dit-on, que les deux peuples sont encore aujourd'hui appelés Francs et Turcs ».
Cette origine troyenne du peuple turc aura un certain impact dans la mentalité franque, en particulier lors des croisades, où dans les récits, si les sarrasins, les arabes et autres peuples musulmans sont décrits négativement, les turcs seldjoukides sont au contraire toujours des combattants aux qualités chevaleresques très proches des croisés.
Néanmoins, si les peuples celtes connurent, s'approprièrent et exploitèrent à diverses époques le mythe de l'origine troyenne (voir à cet égard l'article sur la légende de l'origine troyenne des Bretons), ce ne fut pas le cas des Turcs qui ignorèrent cette légende née en Europe. De plus, suivant la politique envisagée à leur égard, l'origine troyenne des Turcs fut contestée et ce dès Guillaume de Tyr,.

## Hypothèse sur l'origine de la légende
La légende des origines troyennes est peut-être le résultat d'une confusion. C'est en tout cas l'hypothèse avancée par l'historien Franz Staab qui étudié les royaumes francs du Ve siècle. Selon lui, à cette époque ont coexisté plusieurs royaumes francs, dont ceux de Tournai, de Cologne, de Cambrai et de Xanten. Ce dernier royaume jouissait d'une certaine renommée. Sa capitale est une ancienne colonie romaine fondée par Trajan et nommé Colonia Ulpia Traiana. Avec le temps, les écrivains ont raccourci ce nom et n'appelaient plus cette ville que Tronie ou Troia. Abandonnée vers la fin du VIe siècle, la ville fut reconstruite et renommée Sanctos super Rhenum (« Saints sur Rhin ») ou ad Sanctum (« lieu des Saints »), en raison du martyre de saint Victor et de 300 légionnaires chrétiens en 363. Le nom de Sanctum a donné le nom moderne de Xanten. Il est donc possible qu'un scribe du Haut Moyen Âge ayant trouvé un texte parlant des Francs du royaume de Troia, et ne connaissant pas ce toponyme ait imaginé une origine troyenne des Francs.
Jean-Pierre Poly a proposé une explication de même nature : selon lui, les toponymes évoqués dans la légende renverraient à des homophones germaniques réinterprétés à la romaine. La légende affirme que les Sicambres, chassés de Troie, seraient venus par le Tanaïs (Don) et les paluds Méotides (la mer d’Azov), pour fonder une Sicambrie entre Méotides et Pannonie, avant d’arriver dans les régions extrêmes du Rhin. L’incohérence de l’itinéraire, la Pannonie n’ayant jamais été confrontée à la Mer d’Azov, disparaît selon la transcription qu'il propose :
- Troia transcrirait *Thor-ea, l’île de Thor ;
- Tanaïs la (Gudh-)Dena en Jylland près de laquelle se trouve le district d’Omer, la forme jyllandaise d’Ammer ;
- Les Méotides renverraient à *Mette-theoda (la Ligue de l’Assemblée) et leurs marais à ceux du Wihmode / *Wih-mot « l’Assemblée du Saint (Donner/Thor) » (Theod, peuple, à l’origine de Deutsch, ici traduit par ligue, évoque une jonction, une réunion (theodan) assez large[Note 3] ;
- La Pannonie serait le *Ban-hun(de), les pays des « Chiens Tueurs », la région de la côte tenue par les Bructères et leurs alliés[Note 4].

Par ailleurs, il faut noter que selon l'archéologue et chercheur au CNRS Jean-Louis Brunaux, certains peuples gaulois auraient revendiqué des origines troyennes. Le poète Lucain a ainsi écrit : « Les peuples arvernes qui osaient se prétendre frères du Latin et nés du sang troyen. » Pour Jean-Louis Brunaux, la légende de l'origine troyenne des Francs, même si elle est « le fruit d'une construction des clercs, ne s'est installée durablement dans l'esprit des habitants de la Gaule pour y survivre jusqu'à la Renaissance que parce qu'elle y a trouvé un substrat favorable. » Ainsi, les Gaulois se voulaient philhellènes comme en témoigne la légende du passage d'Héraclès en Gaule : celui-ci aurait épousé la fille du roi de la Celtique et aurait civilisé cette contrée ; il serait d'après cette légende le fondateur d'Alésia et c'est son fils le roi Galatès qui aurait donné son nom aux peuples sur lesquels il régnait. Au Ve siècle, Sidoine Apollinaire, fait allusion à l'origine troyenne des Gaulois, et plus particulièrement des Arvernes ; l'acculturation des Francs en Gaule put se traduire par une greffe sur cette histoire mythique.

## La remise en cause de la légende
Au XVe siècle, en Italie, l'origine troyenne des Gaulois et des Francs est de plus en plus critiquée, voire niée. Ainsi, elle n'apparaît pas dans les Décades de Flavio Biondo. En France même, à la fin du règne de Louis XI, Pierre Desgros écrit une sorte d'encyclopédie des connaissances théologiques et politiques de son temps où il critique ces origines non véritables, païennes et selon lui peu nobles,. De même, au début du règne de Charles VIII, Jean Candida adresse au roi un résumé de l'histoire de France dans lequel il fait part de ses hésitations au sujet des origines des Francs. De fait, l'idée d'une origine troyenne des Francs ne fut plus défendue par les historiens mais demeura respectée pour sa valeur poétique et son lien avec l'identité de la France et de sa royauté. Pour éviter de montrer que les Français forment un substrat hétérogène issu des Gaulois puis des Francs, les historiens de la fin du XVIe siècle élaborent une théorie qui imagine que les Francs seraient des Gaulois qui auraient quitté la Gaule lors de la conquête romaine et seraient revenus quelques siècles plus tard pour la libérer des Romains.
Discuter des origines germaniques des Francs a parfois valu de sévères réprimandes de la part de la monarchie. Ainsi, Nicolas Fréret, fils d’un procureur au Parlement de Paris, sera incarcéré à 26 ans à la Bastille le 26 décembre 1714 sur ordre du roi. Le 13 novembre, lors de sa première séance à l’académie des inscriptions, où il vient d’être reçu comme élève, le jeune érudit s’était fait remarquer par la lecture d’un mémoire dans lequel il avançait la thèse des origines germaniques, et non pas troyennes, du peuple Franc. Sa démonstration aurait provoqué la colère de l’abbé René Aubert de Vertot, qui le dénonça aussitôt pour « outrage à la monarchie ».
L'ascendance gauloise s'affirme à partir du XVIIe siècle mais ce sont surtout les révolutionnaires de 1789, voulant supprimer les privilèges des aristocrates francs qui se targuaient de leur origine troyenne, qui imposent cette théorie. Les « historiens favorables à la Révolution remplacent les ancêtres troyens par les ancêtres gaulois et font de Vercingétorix une célébrité », donnant naissance à un nouveau mythe des origines, celui de Nos ancêtres les Gaulois.